# Оричі
О́ричі (рос. Оричи) — селище міського типу, центр Оричивського району Кіровської області, Росія. Адміністративний центр та єдиний населений пункт Оричивського міського поселення.

## Населення
Населення поселення становить 7492 особи (2017; 7496 у 2016, 7584 у 2015, 7490 у 2014, 7656 у 2013, 7723 у 2012, 7962 у 2010, 8050 у 2002, 9915 у 1989, 7193 у 1979, 4668 у 1970, 2580 у 1959).

## Історія
Вперше поселення згадується 1678 року у «Переписній книзі посадських дворів міста Орлова та дворів у волостях» М.Воєйкова та Ф.Прокоф'єва як починок Івашка Таланкіна. Тоді тут нараховувалось 9 дворів, 13 будинків та 18 родин. Починок не розвивався і за 200 років навіть втратив половину свого населення. Станом на 1885 рік вже у присілку Оричі нараховувалось 5 дворів, де проживало 41 особа. Навколо присілка знаходились й інші поселення. З починка Новокшоновського утворилось 4 присілки: Шаричі (18 дворів), Дунайчики (10 дворів), Макарови (10 дворів), Сусідки (6 дворів); з починка Оськи Уланова утворилось 3 присілки: Уланови (12 дворів), Гуліни (8 дворів), Кормічі (8 дворів). Існували також присілки Братухіни (22 двори), Носкови (38 дворів) та Жгулеви (8 дворів).
На початку 20 століття стало питання про будівництво залізниці Петербург-Вятка, яка мала пройти або через Орлов, або через Котельніч. Зупинились на другому варіанті і планувалось створення станцій Зам'ятінської (сучасне селище Стрижі), Холуницької (сучасна станція Шалегово) та Пищальської (сучасне селище Бистряги), а біля присілка Оричі мали створити роз'їзд. Однак 1902 року було подано прохання про створення залізничної станції у Оричах. Будівництво залізниці почалось 1902 року, а закінчилось 1906 року. Це дало поштовх розвитку поселення. Станом на 1926 рік у ньому вже нараховувався 41 двір, у яких проживало 135 осіб. Селище стрімко зростало і вже 1929 року стало центром новоствореного району. 1960 року селище отримало статус міського.